# Louis-Sosthène Veyron de Lacroix
Abate Louis-Sosthène Veyron de Lacroix (19 de junio de 1818 - 20 de noviembre de 1864) fue un botánico, micólogo y briólogo francés. Fue párroco de Santa Romana de Vienne, y falleció prematuramente de tisis.

## Algunas publicaciones

### Libros
- 1857. Nouveaux fails constates relativement a I'histoire fie la botanique et a la distribution geographiqiie des plantes de la A'ienne (en francés). Ed. Mem. Inst. des Provinces. 32 pp. Caen.

## Honores

### Epónimos
- (Rosaceae) Rubus lacroixii Sudre[2]

- La abreviatura «Lacroix» se emplea para indicar a Louis-Sosthène Veyron de Lacroix como autoridad en la descripción y clasificación científica de los vegetales.[3]